# 분청사기 상감‘정통 13년’명 묘지 및 분청사기 일괄
분청사기 상감‘정통 13년’명 묘지 및 분청사기 일괄(粉靑沙器 象嵌‘正統十三年’銘 墓誌 및 粉靑沙器一括)는 서울특별시 용산구, 삼성미술관 리움에 있는 조선시대의 분청이다. 2005년 1월 22일 대한민국의 보물 제1428호로 지정되었다.
정통(正統) 13년(세종 30년, 1448년)의 연기(年紀)가 있는 장방형 기둥 모양에 둥근 구멍이 뚫려 있는 분청사기 묘지(墓誌) 1점 및 일괄로 나온 것으로 추정된 편구발, 대반 등 인화분청사기 6점이다. 도자묘지(陶磁墓誌)는 조선시대부터 나타나는데, 조선 초기의 것은 극히 드물다.
도자로 만들어진 것 가운데 오래된 것에 속하는 이 묘지(墓誌)는 묘주(墓主)인 영인(令人) 이씨(李氏)의 남편, 부(父), 조(祖), 증조(曾祖) 및 외조 (外祖)와 1남(男) 2녀(女)에 대한 이력사항과 묘주의 졸년(卒年), 피장자의 가계(家系), 신분 등 개인 신상에 대한 내용이 네면에 기재되어 있어서 당시의 사회를 파악하는데 매우 중요한 자료이다.
또한 묘지를 만든 절대연대(1448년, 조선 세종 30)가 있어 도자사 연구 자료로서 가치가 매우 높다. 아울러 이 묘지와 같이 출토되었다고 전해지는 인화문 분청사기 등도 묘지와 동시에 출토되었다는 점에서 이 시기 분청사기 연구에 중요한 자료가 되고 있다.

## 같이 보기
- 분청사기

## 참고 자료
- 분청사기 상감‘정통 13년’명 묘지 및 분청사기 일괄 - 국가유산청 국가유산포털